# Filosemitisme
Filosemitisme is sympathie voor het Joodse volk of het joodse geloof, het tegendeel van antisemitisme. Vooral in protestants-christelijke kringen, waar men de oorsprong van het eigen geloof zoekt in de Bijbel, is men vaak uitgesproken filosemitisch. Dit kan samenvallen met een pro-Israël houding of ondersteuning van het zionisme, doch dit is niet noodzakelijk.
Een hedendaagse en Nederlandse exponent van uitgesproken filosemitisme is de stichting Christenen voor Israël. Ook Winston Churchill staat bekend als filosemiet, al heeft hij eerder wel antisemitische attitudes gehad (die, in zijn verdediging, in de vroege 20e wel breder aanwezig waren onder de Britse aristocratie).
Van Joodse zijde staat men (soms) argwanend tegenover filosemitische uitingen, onder meer omdat men wel bang is dat er verkapte bekeringsmotieven achter kunnen schuilen. Zo schreef de advocaat en schrijver Abel Herzberg: "Philosemitisme is geen remedie voor antisemitisme, want in beide gevallen wordt de Jood niet als individu gezien, maar als een abstract symbool van iets anders. Zolang de Jood niet wordt gezien als gewoon mens met alle menselijke zwakheden en krachten, blijft er sprake van ontmenselijking."